# 贫花三毛草
贫花三毛草（学名：Trisetum pauciflorum）为禾本科三毛草属下的一个种。

## 扩展阅读
- 維基物種上的相關：贫花三毛草